# Magnesiocloritoide
El magnesiocloritoide és un mineral de la classe dels silicats, que pertany al grup del cloritoide. Va ser descobert a la glacera Allalin, Saas Almagell, Valais, Suïssa i el seu nom fa referència al fet que és l'anàleg mineral amb magnesi del cloritoide.

## Característiques
El magnesiocloritoide és un nesosilicat de fórmula química MgAl₂O(SiO₄)(OH)₂. Cristal·litza en el sistema monoclínic en grans irregulars de fins a 4 mm. És de color blau fosc o blau verdós, però és incolor a la llum transmesa. La seva duresa a l'escala de Mohs és 6,5.
Segons la classificació de Nickel-Strunz, el magnesiocloritoide pertany a «9.AF - Nesosilicats amb anions addicionals; cations en [4], [5] i/o només coordinació [6]» juntament amb els següents minerals: sil·limanita, andalucita, kanonaïta, cianita, mullita, krieselita, boromullita, yoderita, magnesiostaurolita, estaurolita, zincostaurolita, topazi, norbergita, al·leghanyita, condrodita, reinhardbraunsita, kumtyubeïta, hidroxilcondrodita, humita, manganhumita, clinohumita, sonolita, hidroxilclinohumita, leucofenicita, ribbeïta, jerrygibbsita, franciscanita, örebroïta, welinita, el·lenbergerita, cloritoide, ottrelita, poldervaartita i olmiïta.

## Formació i jaciments
El magnesiocloritoide es forma en metapelites i altres roques relacionades en roques d'esquist blau, és estable sota condicions metamòrfiques a uns 500 °C i 18 kbar.
El magnesiocloritoide ha estat trobat a La Hiruela, Madrid i Otívar, Granada a Espanya; al Piemont i a Saint-Marcel, vall d'Aosta a Itàlia; a la glacera Allalin, Saas Almagell, Valais, Suïssa; i a Zhimafang, Lianyungang, Jiangsu a la Xina.